# Шушинська фортеця
Шушинська фортеця (азерб. Şuşa qalası, вірм. Շուշի) —фортеця у місті Шуша, районному центрі Шушинського району Азербайджанської Республіки.

## Опис
Шушинська фортеця з однієї сторони захищена глибокою ущелиною, з іншою — величезною скелею, що нависла над селом Карін так. В документах, джерелах та написах Шушинське плато називається Керн, Шош, Карен глух, Схнах Шоші. Старовинні пам'ятники (печерні жилища, останки крепосної стіни, палац меліка Варанди, хачкари) відносяться до IX-XVII ст.

## Історія

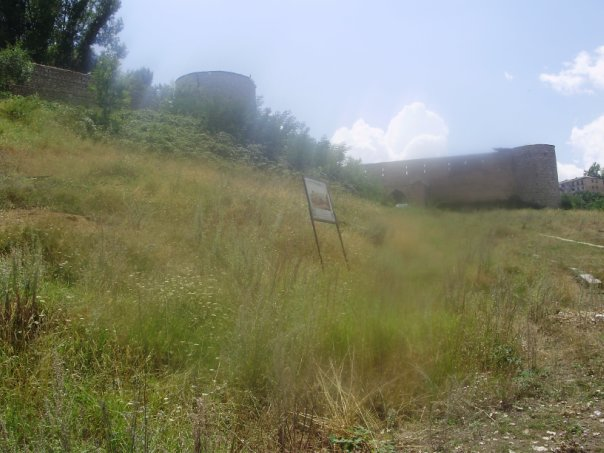
Вигляд на фортецю

Сучасна Шушинська фортеця вперше згадується з початку XVIII століття. У цей період тут заклав фортецю Мелік Шахназар II (про що буде сказано далі), історія якої пов'язана з однією з найтрагічніших сторінок історії об'єднаного Карабаського мелікства (адміністративна одиниця) у складі Сефевидської імперії. Згідно з хроніками того часу в 1752 році один з молодших братів володаря Варанди Шахназаров підступно вбив законного Мелік Овсепа і захопив владу. У силу тісних родинних і союзницьких відносин між меликами Карабаху було прийнято рішення покарати злочинця. Чотири Меліка Карабаху попрямували зі своїм військом в Варанду для відновлення прав наслідного князя. І тоді повсталий по суті проти місцевої влади Мелік Шахназаров залучив до своєї бунтарської діяльності кочове плем'я під проводом Панахів, яке займалося в прилеглих до Карабаху районах розбійницькою діяльністю, і з метою захисту від наступаючих військ допоміг останньому утвердитися в неприступній Шушинській фортеці.
Надалі цей союз, спрямований на підрив адміністративно-політичної єдності Нагірного Карабаху, був підтриманий зусиллями слабкішої Перської імперії, яка тоді розпадалася через феодальні роздробленості і територіальні дезінтеграції. Основною її метою було збереження в іншій формі поступово втрачаючого механізму підкорення вірменського населення краю. З плином часу Шушинська фортеця перетворилася в стійкий елемент політики поневолення вірменського народу Нагірного Карабаху за допомогою штучної зовнішньої підтримки влади мусульман.

Генеральний план фортеці та міста. XIX століття

Шушинське місто-фортеця зберігло своє значення як стратегічний форпост і на початку XIX століття, коли Закавказзя перейшло під владу Російської імперії.

### Фортеця, як резиденція
У середньовічній історії Вірменії неодноразово, як рідкісний дар природи, згадується Шушинська неприступна фортеця. Вона була орлиним гніздом арцаських князів — Сахла Смбатяна (IX ст.), Хасана Джалаляна (XIII ст.), меліків Шахназарянів і полководця Авана (XVII—XVIII ст.).